# Parastenopa brasiliensis
Parastenopa brasiliensis är en tvåvingeart som först beskrevs av Lima 1933.  Parastenopa brasiliensis ingår i släktet Parastenopa och familjen borrflugor. Inga underarter finns listade i Catalogue of Life.